# Jüdischer Friedhof (Milevsko)
Koordinaten: 49° 27′ 36″ N, 14° 22′ 20″ O

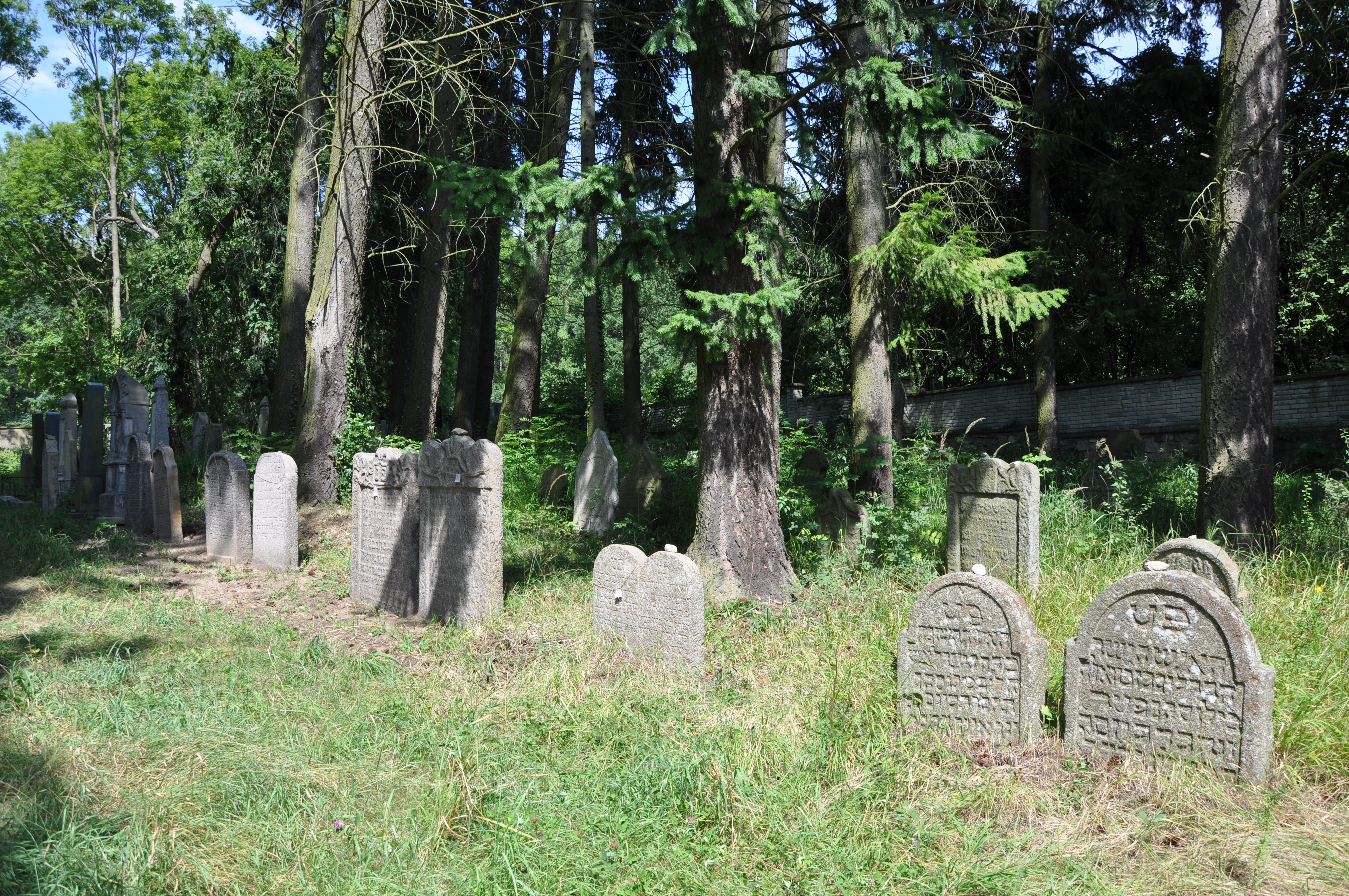
Jüdischer Friedhof Milevsko

Der Jüdische Friedhof in Milevsko ist ein jüdischer Friedhof  (deutsch Mühlhausen) im Okres Písek in der Region Jihočeský kraj (deutsch: Südböhmen) in Tschechien.

## Geschichte
Der Friedhof liegt am nordöstlichen Stadtrand, etwa einen Kilometer vom Kloster entfernt. Er wurde etwa 1714 gegründet und im 19. Jahrhundert erweitert; die Trauerhalle stammt aus dem Jahr 1928. Die letzten Beerdigungen fanden in den 1940er Jahren statt. 
Auf dem Friedhof gibt es einen Gedenkstein mit den Namen der jüdischen Opfer des Naziregimes. Er wurde hier nach der Beendigung des Zweiten Weltkriegs aufgestellt.